# Jelisawetinskaja (Krasnodar)
Jelisawetinskaja (russisch Елизаве́тинская) ist eine Staniza in der Region Krasnodar (Russland) mit 24.755 Einwohnern (Stand 14. Oktober 2010).

## Geographie
Die Staniza liegt gut 10 km westlich des Zentrums der Regionshauptstadt Krasnodar in der Ebene am rechten Ufer des Kuban, der dort die Grenze zur Republik Adygeja markiert. Am jenseitigen Flussufer befindet sich der adygeische Aul Chaschtuk.

## Geschichte
Auf dem Territorium der heutigen Staniza befinden sich Überreste einer 10 Hektar großen, im Russischen Jelisawetinskoje gorodischtsche genannten maiotischen Siedlung aus dem 4. bis 1. Jahrhundert v. Chr. Ausgrabungen in den 1930er- bis 1950er-Jahren haben ergeben, dass deren Bewohner in engem Handelskontakt mit dem Bosporanischen Reich standen.
Die heutige Staniza geht auf einen gegen Ende des 18. Jahrhunderts errichteten befestigten Posten der Schwarzmeerkosaken zurück, der nach der Ehefrau des russischen Thronfolgers und späteren Kaisers (ab 1801) Alexander I. Jelisaweta Alexejewna (geborene Louise von Baden) benannt wurde. In der Nähe des Postens befand sich die Kosakensiedlung (Kuren) Timaschowskoje, die jedoch 1807 weiter noch Norden verlegt wurde, und aus der sich später die Stadt Timaschewsk entwickelte. 1821 entstand an Stelle des Postens eine neue Kurensiedlung (kurennoje posselenije), wie dieser Jelisawetinskoje genannt, die 1842 den Status einer Staniza erhielt. Von 1860 bis in die 1920er-Jahre gehörte sie zur Abteilung (Otdel) Jekaterinodar der Oblast Kuban.
In der sowjetischen Periode gehörte die Staniza ab 1924 zum Krasnodarski rajon, nach dessen Auflösung ab 1935 zum Marjanski rajon (mit Verwaltungssitz in Marjanskaja), der wiederum 1953 an den Nowotitarowski rajon mit Sitz in Nowotitarowskaja angeschlossen wurde, und dieser 1963 an den Dinskoi rajon mit Sitz in Dinskaja. 1978 wurde Jelisawetinskaja dem Prikubanski rajon der Stadt Krasnodar unterstellt (seit 2004 innerstädtischer Okrug).

### Bevölkerungsentwicklung
| Jahr | Einwohner |
| ---- | --------- |
| 1939 | 9.763     |
| 1959 | 6.599     |
| 1979 | 17.240    |
| 2002 | 19.060    |
| 2010 | 24.755    |

Anmerkung: Volkszählungsdaten

## Verkehr
Am nördlichen Rand der Staniza führt die Regionalstraße 03K-002 (früher R251) vorbei, die aus der benachbarten Region Stawropol kommend, vorwiegend dem rechten Kubanufer über Krasnodar bis Slawjansk am Kuban folgt und weiter nach Temrjuk führt. Als Vorort von Krasnodar ist Jelisawetinskaja in mit diesem durch Stadtbus- und Sammeltaxilinien (Marschrutki) verbunden.

## Persönlichkeiten
- Pawlo Chrystjuk (1890–1941), Schriftsteller und Politiker
- Jan Polujan (1891–1937), Revolutionär